# Le Petit Dinosaure et la Vallée des merveilles
Pour les articles homonymes, voir Le Petit Dinosaure.
 (mai 2011).
Si vous disposez d'ouvrages ou d'articles de référence ou si vous connaissez des sites web de qualité traitant du thème abordé ici, merci de compléter l'article en donnant les références utiles à sa vérifiabilité et en les liant à la section « Notes et références ».
Série Le Petit Dinosaure
Petit-Pied et son nouvel ami
(1994)
Pour plus de détails, voir Fiche technique et Distribution.
Le Petit Dinosaure et la Vallée des Merveilles (The Land Before Time), ou Petit-Pied, le dinosaure au Québec, est un film d'animation américain réalisé par Don Bluth et sorti en 1988. Il est produit notamment par Steven Spielberg et George Lucas.
Le film suit un petit apatosaurus (un « Long Cou »), Petit-Pied, qui devient orphelin après que sa mère s'est battue contre un tyrannosaure afin de le défendre. Il se retrouve séparé du reste de sa famille à cause d'un tremblement de terre. La famine menace et il doit trouver le chemin de la Grande Vallée, un endroit merveilleux où l'eau et la verdure se trouvent encore en abondance. Il espère aussi y retrouver ses grands-parents, car c'est là que tous les troupeaux de dinosaures se dirigent. 
Devant le succès public, une franchise sera lancée avec treize autres longs-métrages, tous sortis directement en vidéo entre 1994 et 2016.

## Synopsis
À l'époque des dinosaures, une famine massive oblige plusieurs troupeaux de dinosaures à chercher une oasis connue sous le nom de la Grande Vallée. Parmi ceux-ci, une mère dans un troupeau de «Long Cou» réduit donne naissance à un seul bébé, nommé Petit-Pied. Des années plus tard, Petit-Pied rencontre Cera, une «Trois Cornes» , jusqu'à ce que son père intervienne et lui dise que les trois cornes ne jouent pas avec les longs cou, sur quoi la mère de Petit-Pied décrit d'autres types de dinosaures, qui ne s'associent qu'avec leurs propres espèces. Cette nuit-là, alors que Petit-Pied suit une "Sauteuse", il rencontre à nouveau Cera, et ils jouent ensemble brièvement jusqu'à ce qu'un grand "Dent Tranchante" les attaque. La mère de Petit-Pied vient à leur secours, mais subit des blessures mortelles. Un tremblement de terre engloutit le Dent Tranchante et sépare Petit-Pied et Cera et d'autres dinosaures de leurs troupeaux tandis que certains meurent dans le processus, y compris la mère de Petit-Pied, qui donne à son fils quelques conseils pour trouver la Grande Vallée avant de mourir cette nuit-là. Confus et en deuil, Petit-Pied rencontre un dinosaure "Queue de fer" nommé Rooter, qui le console. Il est ensuite guidé par la voix de sa mère qui lui dit de suivre le Cercle de Lumière jusqu'à la Grande Vallée et de passer plusieurs points de repère, comme le Rocher en forme de Long Cou et les «Montagnes qui brûlent».
Plus tard, Petit-Pied rencontre une "Grande Bouche"  nommée Becky et un "Volant"  nommé Petrie, qui l'accompagnent dans son voyage. Cera, qui tente de trouver ses parents, trouve le Dent Tranchante inconscient dans un ravin et le réveille par inadvertance. Elle s'échappe et se heurte à Petit-Pied, Becky et Petrie; elle leur dit que le Dent Tranchante est vivant et les poursuit, mais Petit-Pied ne la croit pas. Comme Cera décrit sa rencontre, elle jette accidentellement Becky dans la direction d'un jeune «Queue à Pointes» , qu'elle nomme Pointu et introduit dans le groupe. À la recherche de la Grande Vallée, ils découvrent un groupe d'arbres, qui est brusquement épuisé par un troupeau de Long Cou. À la recherche de la verdure restante, ils découvrent un seul arbre à feuilles et obtiennent de la nourriture en s'empilant les uns sur les autres et en tirant les feuilles vers le bas. Cera reste à l'écart, mais à la tombée de la nuit, tout le monde, y compris elle-même, dort à côté de Petit-Pied pour rester au chaud et se tenir compagnie.
Le lendemain matin, le Dent Tranchante attaque le groupe, mais ils parviennent à s'échapper par un tunnel trop petit pour qu'il puisse les suivre. Au-delà, ils découvrent les repères mentionnés par la mère de Petit-Pied. Cera décide obstinément de prendre une autre voie et insulte la mère de Petit-Pied, l'amenant à l'attaquer avec colère. Le combat qui s'ensuit conduit les autres à suivre Cera, et Petit-Pied est obligé de continuer seul. Cependant, lorsque Becky et Pointu sont cernés par la lave et que Petrie est coincé dans un marais de goudron, Petit-Pied revient pour les sauver. Cera est prise en embuscade par une meute de "Tête de dôme" qui vivent également dans les montagnes qui brûlent; le reste du groupe se fait passer pour un monstre de goudron, effrayant les têtes de dôme ainsi que Cera. Lorsqu'elle réalise qu'elle a été victime d'une farce, Cera quitte le groupe avec colère. Cependant, elle ne résiste pas longtemps à sa culpabilité, car son entêtement met les autres en danger pour ses propres désirs égoïstes. Plus tard, en traversant un étang, Petrie surprend le Dent Tranchante à proximité. Le groupe conçoit un plan pour l'attirer vers l'étang et le noyer dans le côté profond en utilisant un rocher à proximité. Au cours de la lutte qui a suivi, un courant d'air des narines du Dent Tranchante permet à Petrie de voler pour la première fois.
Le plan échoue presque lorsque le Dent Tranchante commence à attaquer le rocher pendant que le groupe tente de le pousser sur lui. Heureusement, Cera, finalement prête à se racheter auprès de ses amis, revient à la charge et frappe le rocher, faisant tomber le Dent Tranchante dans l'étang,  le rocher lui tombant dessus dans le processus. Il emmène momentanément Petrie avec lui jusqu'à la mort, mais Petrie en ressort plus tard indemne. Petit-Pied, seul, suit un nuage ressemblant à sa mère, qui le guide vers la Grande Vallée. Il est ensuite rejoint par les autres. À leur arrivée, les cinq sont réunis avec leurs familles: Petrie impressionne sa famille avec son talent pour le vol; Becky présente Pointu à sa famille, qui l'adopte; Cera retrouve son père; et Petit-Pied rejoint ses grands-parents. Le groupe monte ensuite au sommet d'une colline et se fait un câlin.

## Fiche technique
- Titre original : The Land Before Time
- Titre français : Le Petit Dinosaure et la Vallée des Merveilles
- Titre québécois : Petit-Pied, le dinosaure
- Réalisation : Don Bluth
- Scénario : Stu Krieger, d'après une histoire de Judy Freudberg et Tony Geiss
- Musique : James Horner
- Décors : Don Bluth
- Montage : John K. Carr et Dan Molina
- Consultant : Brent Maddock, S. S. Wilson
- Production : Steven Spielberg et George Lucas
- Sociétés de production : Universal Pictures
- Pays de production :  États-Unis
- Langue originale : anglais
- Format : couleur - 35 mm - Dolby
- Durée : 69 minutes
- Dates de sortie[1] :
  - États-Unis : 18 novembre 1988
  - France : 21 juin 1989 (première sortie) ; 17 avril 2002 (seconde sortie)

## Distribution

### Voix originales
- Gabriel Damon : Petit-Pied
- Helen Shaver : La mère de Petit-Pied
- Candace Hutson : Cera
- Judith Barsi : Becky
- Will Ryan : Petrie
- Frank Welker : Pointu
- Burke Byrnes : Le père de Cera
- Pat Hingle : Plocus / Le narrateur

### Voix françaises

#### 1erdoublage(1989)
- Nipul Ahangawa Walake : Petit-Pied
- Maïk Darah : La mère de Petit-Pied[2]
- Sauvane Delanoë : Cera
- Aurélia Dausse : Becky
- Roger Carel : Petrie[2]
- Jacques Frantz : Le père de Céra
- Benoît Allemane : le grand-père de Petit-Pied
- Henri Virlojeux : Plocus / Le narrateur

#### 2edoublage(2002)
- Stéphanie Lafforgue[3] : Petit-Pied
- Barbara Tissier : La mère de Petit-Pied[2]
- Kelly Marot[3]: Cera
- Caroline Combes[3] : Becky
- Roger Carel : Petrie[2]
- Jacques Frantz : Le père de Céra
- Pascal Renwick : Plocus
- Gérard Hernandez : Le narrateur

Le second doublage a été réalisé pour la ressortie en salles du film en 2002. C'est ce doublage qui figure sur toutes les éditions en vidéo depuis 2005 au grand mécontentement des fans.
Le premier doublage reste utilisé lors des diffusions à la télévision ou sur Netflix.[réf. nécessaire]

## Bande originale
La bande originale du film a été réalisée par James Horner. Whispering Winds a été utilisé pour accompagner l'introduction du 64e Festival de Cannes en 2011 ainsi que toutes les éditions suivantes.
Liste des titres
| No | Titre                                     | Durée |
| -- | ----------------------------------------- | ----- |
| 1. | The Great Migration                       | 7:52  |
| 2. | Sharptooth and the Earthquake             | 10:35 |
| 3. | Whispering Winds                          | 9:03  |
| 4. | If We Hold on Together (feat. Diana Ross) | 4:10  |
| 5. | Foraging for Food                         | 7:18  |
| 6. | Rescue and Discovery of the Great Valley  | 12:46 |
| 7. | End Credits                               | 6:22  |

## Box office
| Pays                  | Box-office        |
| --------------------- | ----------------- |
| États-Unis            | 48 092 846 USD    |
| France                | 855 369 Entrées   |
| Allemagne             | 2 569 802 Entrées |
| Total hors États-Unis | 36 368 000 USD    |
| Total Monde           | 84 460 846 USD    |

## Autour du film
Le film est sorti en novembre 1988, soit quelques mois après l'assassinat de Judith Barsi (le 25 juillet 88), qui double Becky (Ducky, en V.O). Ce personnage utilise fréquemment, en V.O, l'expression « Yep, yep, yep !  » qui sera gravée sur la nouvelle tombe de Judith Barsi, en 2004, sur l'initiative de ses fans, qui souhaitaient lui payer une stèle funéraire à côté de celle de sa mère pour remplacer la stèle tombale anonyme qu'elle avait jusque-là.